# 遠藤翼
遠藤翼（日语：／ Endō Tsubasa；1993年8月20日—），日本足球運動員，司職中場与前锋，現效力澳洲職業足球聯賽球隊墨爾本城。

## 俱樂部生涯
远藤翼出自日本足协福岛青训学院，后前往马里兰大学学院市分校接受深造，一线队效力过多伦多FC，和塞巴斯蒂安·乔文科做过四个赛季队友。 
远藤翼在美国大选联赛中的豪强马里兰大学学院市分校足球队的10号球员。
美国职业足球大联盟的多伦多FC（第一个加入MSL的加拿大球队）在选秀指名首先选择了22岁的日本中场远藤翼。
洛杉矶FC在主场被多伦多FC1:1逼平，开场多伦多FC中场远藤翼头球得分，洛杉矶FC直到伤停补时阶段才由贝拉罚进点球扳平比分。
美国职业足球大联盟多伦多FC的远藤翼加盟A联赛墨尔本城。

## 外部連結
- Soccerway資料庫：遠藤翼
- 遠藤翼的X（前Twitter）